# 空降戰車
空降戰車，又稱為傘兵戰車、空投戰車，這種軍用車輛可由運輸機或大型直升機運載，到達指定地點放置甚至掛上降落伞空投而下。其作為空降部隊的一部分，替缺乏裝甲和重火力掩護的傘兵給予支援。由於飛行載具的載重和空間有限，且車輛空降過程中重心和重量會嚴重影響著地安全，空降戰車通常是以小戰車、輕型戰車或裝步戰車為基礎設計，也有部分空降戰車是以自走炮為基礎，以提供火力支援為主。

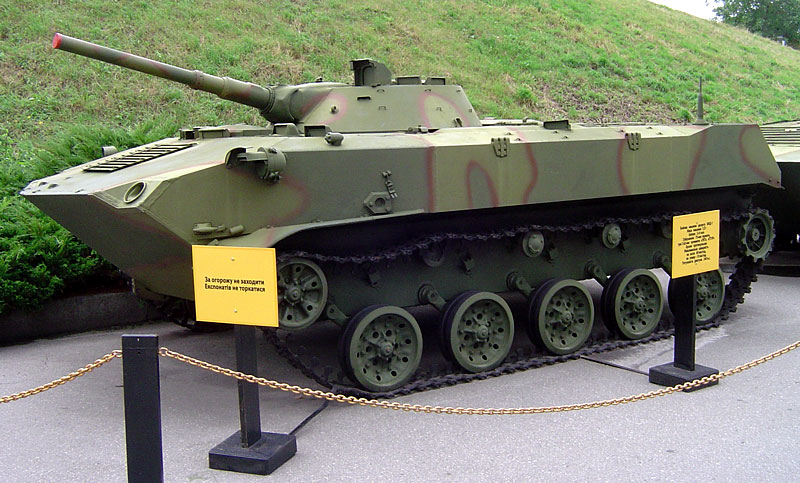
前蘇聯研發的BMD-1空降戰車

## 運輸方式
空降戰車有以下這些方法運輸
機艙運載
將戰車運進運輸機或直升機的內部貨艙運送。這種運輸方法戰車的重量與體積得符合運輸機的載重和空間限制，必要時得設計成可拆卸式的將無法運載的部件拆除。空降戰車多以輕型戰車為基礎，且設計時會考量自身運輸機的空間作調整，正常來講不會因此受限。
外部懸吊
將戰車懸掛在運輸機或直升機底部運送，可直接懸掛或以車台固定後懸掛。這種運輸方法戰車只要重量符合運輸機的載重限制即可，因此可讓較多種戰車被運輸，但外掛戰車會造成大量風阻妨礙高速飛行，而且也妨礙定翼式運輸機的起降作業，加上這種方式能運載的車輛通常只有一兩輛，一般多是由直升機做緊急運送時才會採用。

## 空降方式
空降戰車可由以下這些方法空運至目的地
降落釋放
運輸機或直升機直接降落將戰車送至地點，這是最安全的做法。然而降落地點限制最多，必需得在安全且空曠可降落的地點，定翼式運輸機更需要足夠的跑道才可安全降落。這種做法未必限制空降戰車可使用，只要運輸機載重和空間足夠，任何車輛皆可由這種方式運載。
直接投放
運輸機或直升機在空中直接將戰車空投，戰車被投放後釋放車上的降落傘降落至目的地。這種做法對飛機投放限制最少，投放地點也可選在較前線的位置，但戰車直接空降地面容易損壞車身跟傷及成員，空降地點也較難精準掌控，安全降落失敗的風險性高，一般多採低空投放以提高成功率。能使用這種投放方式的戰車設計上除了要注意車體結構跟重心，車身也得有可裝置降落傘的設計。
車台投放
將戰車固定在空降用車台上，運輸機或直升機在空中直接將戰車連同車台空投，戰車被投放後釋放車台上的降落傘降落至目的地。這種做法對飛機投放限制也很少，投放地點也可選在較前線的位置，而且有車台保護戰車空降地面車身較不易損壞，但得先設計適合的車台（但這難度通常沒很高）。空降過程一樣難精準掌控，因此也多採低空投放以提高成功率，但投放速度可比直接投放略快。

## 軍用空降戰車

### 二戰時期
- M22蝗蟲式輕型坦克
- 一號坦克
- Mk.VII領主式輕型坦克
- Mk.VIII哈里·霍普金斯輕型坦克
- T-60坦克
- 二式輕戰車

### 二戰後至今
- M8-AGS
- M56蠍式自走炮
- M551謝里登輕型坦克
- T92輕型坦克
- 魟魚式輕型坦克
- M10布克戰車
- 鼬鼠
- AMX-13轻型坦克
- WZ141空降战车
- ZBD-03伞兵战车
- BMD兩棲／空降戰車系列(BMD-1、BMD-2、BMD-3、BMD-4)
- ASU-57空降自走炮
- ASU-85
- 2S25反戰車自走炮

## 飛行坦克

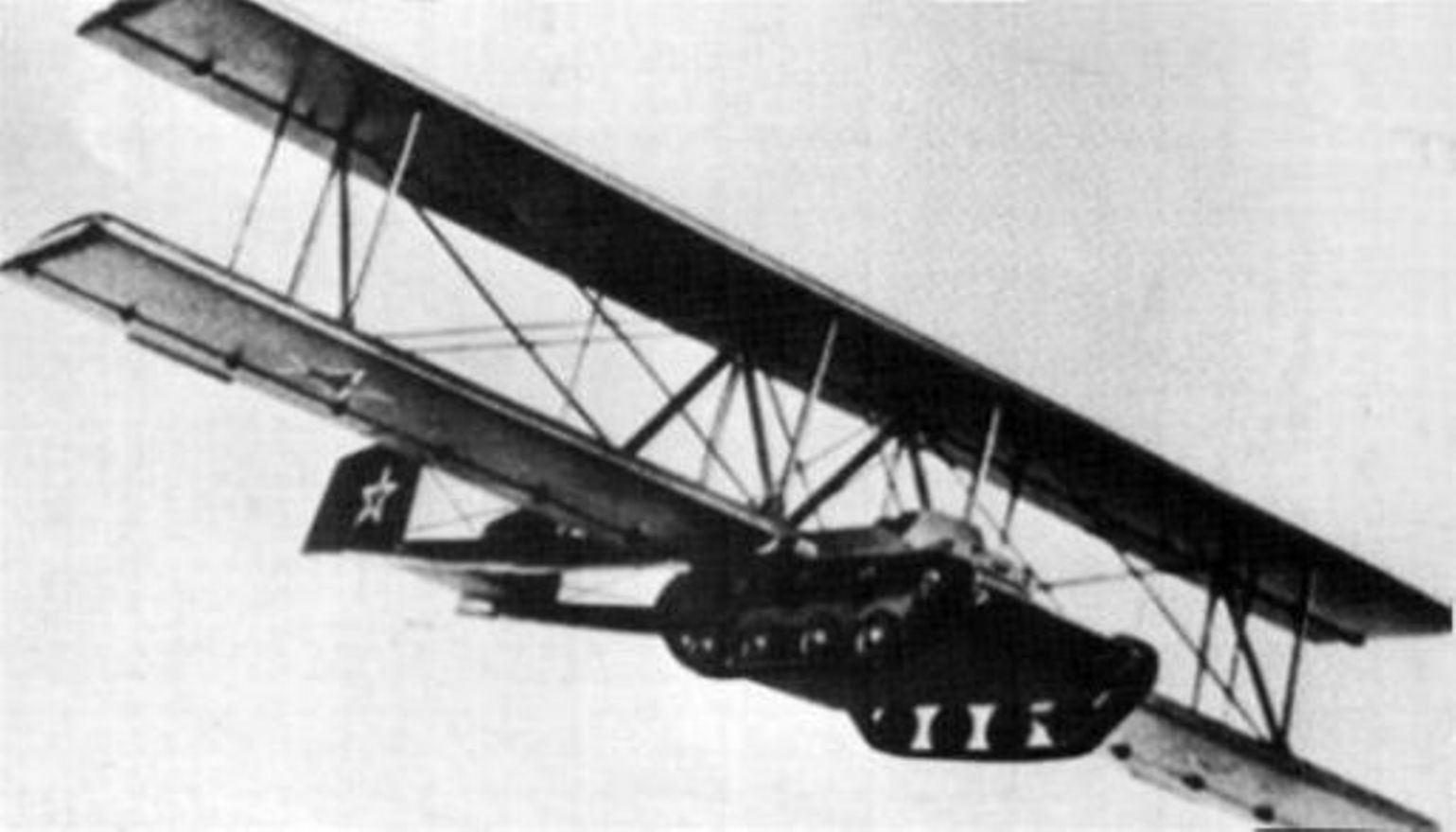
A-40飛行戰車

飛行坦克與空降坦克略有不同，雖然兩者皆是讓坦克從天而降的設計，飛行坦克則是直接將坦克添加機翼改造成滑翔机，利用轰炸机等其他有力的軍用飛機做牽引，將坦克拖曳到指定地點附近拋下，坦克可利用機翼滑翔至目的地。這種設計跟空降坦克比它可以調整降落位置提高作戰成功率，同時坦克被飛機牽引在外面不佔用機內空間，不需要限定由運輸機來運載。然而這種做法一機也僅能牽引一輛坦克，而且多數坦克重心跟外型空气动力学都不利用來飛行，這種設計未比空降坦克實用，難度也很高。日本和蘇聯皆曾嘗試開發飛行坦克如特三號戰車與A-40飞行坦克，但皆證實這種想法過於天馬行空而放棄。